# Pan Yuliang
Pan Yuliang (chiń. 潘玉良; ur. 14 czerwca 1895 w Yangzhou, zm. 1977 w Paryżu) – urodzona jako Chen Xiuqing, chińska malarka znana z malowania według zachodnich stylów, jako jedna z pierwszych artystek w kraju. Studiowała w Szanghaju i Paryżu. Jej modernistyczne malarstwo wzbudzało kontrowersje w Chinach, dlatego w latach 30. wyemigrowała do Francji. Od 1937 roku mieszkała w Paryżu, gdzie wykładała na École des Beaux Arts. Jako nagradzana artystka, wystawiała swoje prace w Europie, Stanach Zjednoczonych i Japonii. Siedem lat po jej śmierci, w 1985, większość jej prac przetransportowano do Chin, m.in. do muzeum Anhui w Hefei i Chińskiego Narodowego Muzeum Sztuki w Pekinie. Część obrazów została w kolekcji paryskiego Musée Cernuschi.  
Jej sztuka zręcznie wymykała się sztywnym ramom, sytuując się na przecięciu wpływu Wschodu i Zachodu, tradycji i nowoczesności, męskiego szowinizmu i feminizmu.    

## Życiorys

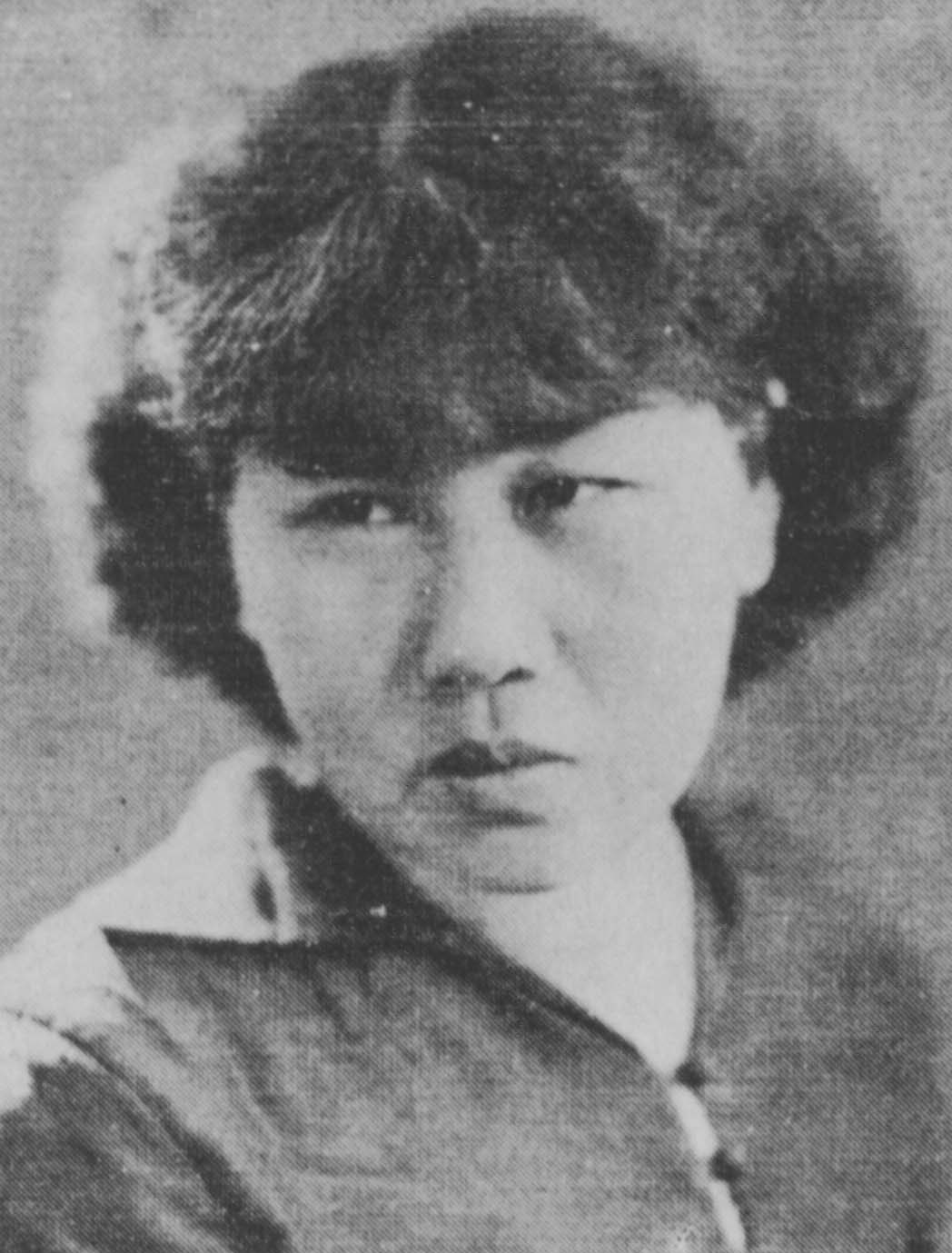
Pan Yuliang w latach 30.

### Dzieciństwo i edukacja
W wieku 14 lat zginęli jej rodzice. Została oddana pod opiekę wujka, który zmienił jej imię na Zhang Yuliang, po czym sprzedał do domu publicznego. Została później wykupiona przez Pana Zanhua, który poślubił ją jako swoją drugą żonę. Od tego czasu podpisywała się jako Pan-Zhang Yuliang (chiń: 潘張玉良).
Pan Zanhua opłacał jej edukację. W 1920 przeprowadzili się do Szanghaju, gdzie Pan Yuliang dostała się na Akademię Sztuk Pięknych. Była jedną z pierwszych kobiet, które ukończyły na niej studia. Określana była jako serdeczna i szczera, jednakże ze względu na swoje pochodzenie często doznawała ostracyzmu. Wyjechała do Francji, gdzie studiowała w Lyonie i Paryżu, m.in. na École nationale supérieure des beaux-arts. W 1925 wygrała stypendium na rzymskiej Accademia di Belle Arti.

### Kariera i dalsze losy
W 1926 wygrała Złotą Nagrodę na Roman International Art Exhibition. W 1929, na zaproszenie Liu Haisu, wróciła do Chin by wykładać na szanghajskiej Akademii Sztuk Pięknych. Do 1936 roku poświęcono jej w sumie pięć wystaw, uważając ją za pierwszą chińską artystkę malującą w stylu zachodnim. Wraz z inną awangardową malarką, Guan Zilan, uważane były za jedne z najważniejszych artystek Republiki Chińskiej. Pomimo to, Pan krytykowana była przez konserwatywną część środowiska oraz rządowych oficjeli, głównie ze względu na malowane przez nią akty, które często stanowiły jej autoportrety. W Chinach zaś artystki ograniczano zazwyczaj do przedstawień natury.
Ostatecznie Pan wyemigrowała w 1937 do Paryża, gdzie przeżyła następne 40 lat. Wykładała na École des Beaux Arts. Przez chińskich emigrantów została wybrana przewodniczącą Chinese Art Association we Francji. Nie chcąc być ograniczaną przez kontrakty z marszandami, miała często problemy ze sprzedawaniem swoich dzieł, pomimo swojej popularności, przez co zmagała się z biedą. Prawdopodobnie z Francji wspierała również rodzinę Pana Zanhua, którzy zostali w Chinach i zmagali się z trudami Wielkiego Głodu i Rewolucji Kulturalnej. W późniejszych latach artystka została zmarginalizowana zarówno w artystycznych społecznościach chińskich jak i francuskich. Chociaż mieszkała we Francji, nigdy nie zrzekła się obywatelstwa chińskiego, przez co traktowano ją jako artystkę zagraniczną.
Zmarła w 1977, pochowano ją na cmentarzu Montparnasse.

## Twórczość
Pan Yuliang znana jest głównie z damskich aktów, spośród których połowa przedstawia kobiety niebiałe. Do wielu pozowała samodzielnie, gdyż prawdopodobnie nie była w stanie zapłacić modelkom. Wrażliwość jej kreski w aktach porównywano do intymności chińskiej kaligrafii. Jak pisze Madeleine Thien, chociaż na pierwszy rzut oka jej obrazy wydają się przypominać typowe dzieła malowane przez mężczyzn, przedstawione na nich kobiety nie są przefiltrowane przez męskie spojrzenie, lecz wykazują się "głębokim poczuciem własności własnego ciała".

W jej dziełach widać dychotomie między sztukami Wschodu i Zachodu, z których dziedzictwa Pan czerpała równocześnie. Pomimo licznych nawiązań do tradycyjnego chińskiego malarstwa tuszem, tematy jej prac są na wskroś nowoczesne. Dużą rolę w jej artystycznej edukacji odegrało prawdopodobnie malarstwo francuskiego impresjonizmu, pod którego wpływem pozostawała porewolucyjna szanghajska Akademia Sztuk Pięknych.

Penguins by the lake, 1923
Autoportret, 1924
Sans titre, 1930
Femme nue allongée, 1930

## Pan Yuliang w kulturze
Burzliwe życie Pan stało się inspiracją dla wielu powieści. Jedna z popularniejszych to Hua Hun (ang. A Soul Haunted by Painting), napisana w 1984 roku przez Shih Nan. W 1994 powieść doczekała się ekranizacji w reżyserii Huang Shuqin. W główną rolę malarki wcieliła się aktorka Gong Li.